# مارشال رید
مارشال رید (به انگلیسی: Marshall Reed) (زاده ۲۸ مهٔ ۱۹۱۷-درگذشته ۱۵ آوریل ۱۹۸۰) بازیگر آمریکایی بود.
از فیلم‌های معروف او می‌توان به بازی در زمانی برای کشتن و جزیره اسرارآمیز اشاره کرد.